# ماتیاس دیتورو
ماتیاس دیتورو (انگلیسی: Matías Dituro؛ زادهٔ ۸ مهٔ ۱۹۸۷) بازیکن فوتبال اهل شیلی است که در پست دروازه‌بان برای باشگاه شیلی یونیورسیداد کاتولیکا بازی می‌کند.